# خوليو أليخاندرو
خوليو أليخاندرو (بالإسبانية: Julio Alejandro)‏ هو كاتب سيناريو وكاتب مكسيكي وإسباني، ولد في 1906 في وشقة في إسبانيا، وتوفي في 1995 في جافيا في إسبانيا.

## وصلات خارجية
- خوليو أليخاندرو على موقع IMDb (الإنجليزية)
- خوليو أليخاندرو على موقع ألو سيني (الفرنسية)
- خوليو أليخاندرو على موقع أول موفي (الإنجليزية)
- خوليو أليخاندرو على موقع قاعدة بيانات الأفلام السويدية (السويدية)
- خوليو أليخاندرو على موقع قاعدة بيانات الفيلم (الإنجليزية)
- خوليو أليخاندرو على موقع كينوبويسك (الروسية)